# Charlottenlund
Charlottenlund – miasto w Danii siedziba gminy Gentofte. Około 68 623 mieszkańców. Ośrodek przemysłowy.